# 愛之門
愛之門（英語：LoveGate）是一種電腦蠕蟲病毒的名稱。於2003年11月首度爆發，2004年4月尾有變種再度襲擊。

## 參閱
- 知名病毒及蠕蟲的歷史年表